# HD 27616
HD 27616，又名BD-20 831，SAO 169354、HR 1367，是一颗恒星，视星等为5.38，位于銀經217.01，銀緯-42.07，其B1900.0坐标为赤經4h 16m 17.2s，赤緯-20° -42.07′ 41″。